# Дайк, Спенсер
Спенсер Дайк (англ. Spencer Dyke; 22 июля 1880, Сент-Остелл, Корнуолл — 13 декабря 1946, Лондон) — британский скрипач.
Окончил лондонскую Королевскую академию музыки у Ханса Вессели, соученик и близкий друг Лайонела Тертиса, вместе с которым играл в квартете под руководством Вессели (вторую скрипку). С 1907 г. преподавал в академии сам. Известен, главным образом, как первая скрипка квартета Спенсера Дайка — коллектива, пользовавшегося значительной известностью в 1920-е гг., на протяжении которых квартетом был осуществлён целый ряд граммофонных записей — в том числе квартеты Бетховена, Шуберта, Мендельсона и Дебюсси, фортепианные квинтеты Дворжака (с Этель Бартлет) и Эдварда Элгара (с Этель Хобдей), кларнетные квинтеты Моцарта (с Чарльзом Дрейпером) и Брамса (с Фредериком Тёрстоном), первая в истории запись «Просветлённой ночи» Арнольда Шёнберга (1924, в оригинальной версии для секстета) и др.